# Chaetomium montblancense
Chaetomium montblancense är en svampart som beskrevs av Guarro, Calvo & C. Ramírez 1980. Chaetomium montblancense ingår i släktet Chaetomium och familjen Chaetomiaceae.   Inga underarter finns listade i Catalogue of Life.